# Das lila Lied
Das Lila Lied (La canción violeta) es el primer himno gay (1920) del que se tiene noticia, que tuvo un éxito sorprendente en la época.

## Contexto histórico
Con la creación de la República de Weimar comenzó para los gais y lesbianas una corta época de relativa mejora de las condiciones. Fue un continuo paso adelante y otro atrás según las condiciones políticas, pero gracias al establecimiento de derechos democráticos básicos y la desaparición de la censura previa, la comunidad LGBT mejoró su estado, sobre todo en las ciudades, siendo Berlín el centro de una nueva subcultura homosexual. Este espacio de maniobra permitió la creación de asociaciones, clubs y bares. En 1919 Magnus Hirschfeld crea su Institut für Sexualwissenschaft. Ese mismo año se estrena la película Anders als die Andern, la primera película que trata el tema de la homosexualidad, y en 1921 se celebra la primera conferencia internacional para la reforma sexual con base científica: Erste internationale Tagung für Sexualreform auf sexualwissenschaftlicher Grundlage.

## Composición
La canción fue compuesta por dos autores todavía desconocidos, pero que más tarde tendrían un gran éxito: Kurt Schwabach compuso la letra y Arno Billing, seudónimo de Mischa Spoliansky, compuso la música. Schwabach estvo activo hasta la década de 1950, interrumpido por la emigración, componiendo muchas canciones populares para Evelyn Künneke, Zarah Leander y Freddy Quinn entre otros. Spoliansky se convirtió en uno de los compositores para cabaret y revista más famosos de la República de Weimar. Ambos dedicaron la canción a Hirschfeld:

Dem unermüdlichen Forscher und Freund Herrn Sanitätsrat Dr. Magnus Hirschfeld zugeeignet.
Dedicado al incansable investigador y amigo, el señor Sanitätsrat Dr. Magnus Hirschfeld.
Schwabach & Billing

La música fue editada en octubre de 1920 en la editorial Verlag Carl Schulz, que también editaba la revista homosexual Die Freundschaft. El éxito fue tan grande, que en diciembre de ese mismo año ya se imprimía la quinta edición a todo color y a precio reducido.
Pronto olieron el negocio las compañías de discos y, según los conocimientos actuales, se realizaron tres grabaciones orquestales como mínimo, todas en compañías discográficas de importancia. Pocos meses tras la edición de la música, se puso a la venta una grabación de orquesta con el estribillo cantado. En la cara B se encontraba la famosa canción Bummelpetrus y así fue vendida durante muchos años. Una segunda grabación proviene de una de las orquestas de salón y disco más populares de la República de Weimar, la orquesta Marek Weber. 
Ya en 1921 se editó la música con una letra heterosexual, bajo el título Sei meine Frau auf vierundzwanzig Stunden (für einen Tag und für eine süße Nacht) (Sé mi mujer por veinticuatro horas (por un día y una dulce noche)). La letra era de Richard Bars, que poco después pasó a trabajar para la orquesta Dajos Béla.
Una grabación con la letra completa es muy improbable en la época, ya que las canciones populares, a no ser que estuviesen relacionadas con un cantante específico, solo se tocaban cantando el estribillo como máximo.

## Letra
La canción se compone de dos estrofas y un estribillo. Lila simboliza en el título el color de todo un movimiento, al contrario que en el movimiento de liberación LGBT moderno, en el que el rosa ha pasado a ejercer esa función, aunque el violeta se ha mantenido dentro del movimiento feminista y el movimiento lésbico más cercano a él.

Irgendwer hat einmal das ganze abseitige Getriebe dieser Menschen, die weder schwarz noch weiß sind, als ein ‚Bild in Lila‘ bezeichnet, und so hat sich wohl der Begriff dieser zarten, weichen, halb unausgesprochenen Farbe auf die ganze Bewegung übertragen. Man spricht von der ‚Lila Nacht‘ von Berlin, kennzeichnet Zugehörige jener Kaste als ‚lila‘ – ja, es gibt ein Bundeslied, ‚Das Lila-Lied‘.
Alguien ha calificado en algún momento a todo el mecanismo lateral de esas personas que no son ni blancas ni negras, como un «cuadro en lila»; y así se ha extendido a todo el movimiento la acepción de ese delicado, blando y semisilenciado color. Se habla de la «noche lila» de Berlín, se califica a los pertenecientes a esa casta como «lila» – si, existe un himno para el grupo, Das Lila-Lied
Margarete Rölling, Berlins lesbische Frauen, 1928, citado en: Wir sind, wie wird sind!

Del estilo de la canción se deprende autoconfianza y orgullo. El punto de vista de Hirschfeld, ver a los homosexuales como un tercer sexo intermedio, se encuentra reflejado en algunas líneas. En la primera estrofa se pregunta si es cultura marginar y prohibir por ley a gente buena e inteligente por cuyas venas corre una sangre especial. En la frase de transición se afirma que la mayoría de los afectados, a pesar de todo, están orgullosos de ser distintos. El estribillo marca la diferencia con la frase Wir sind nun einmal anders als die Andern (Pues somos distintos a los demás), en que deja claro que no se ama a la misma macha que el resto del mundo, que siente mucha curiosidad por todo aquello fuera de lo común, pero finalmente se queda en el estándar heteronormativo, lo que uno mismo no ha sentido nunca. En la segunda estrofa se pregunta por qué se atormenta a las personas para que acepten la moral general, cuando se es de otra forma. Tampoco la amenaza de la horca evitará que los gais y lesbianas sean diferentes, aunque la gente que exige estas penas debe ser llorada. El final está dedicado a una perspectiva positiva, pero que no llegaría hasta después de la II Guerra Mundial.

Denn bald – gebt acht –

wird über Nacht

auch uns're Sonne scheinen.

Dann haben wir das gleiche Recht erstritten,

wir leiden nicht mehr, sondern sind gelitten!
Que pronto - fijaos - 

brillará nuestro Sol

también de noche.

Entonces habremos alcanzado los mismos derechos,

no sufrimos, ¡sino que somos sufridos!
Kurt Schwabach, Das Lila Lied en: Wir sind, wie wir sind!

## Recepción y crítica
Das lila Lied pasó pronto a pertenecer a la cultura homosexual, tanto en pequeños círculos privados como en grandes bailes, como punto programático especial. Un pianista de películas mudas cuenta que lo empleó de pasada en una historia similar a Viktor und Viktoria. Se conoce una representación especialmente espectacular de Wilhelm Bendow, que hizo decorar el escenario completamente en violeta y vistió un esmoquin lila hecho a medida especialmente para a la ocasión.
Una carta contemporánea describe la canción de la siguiente manera: «Clama por los derechos humanos, por la liberación de las cadenas y la esclavitud».
Poco después de la edición de la música, se publica en la revista Die Freundschaft la carta de un lector:

(Ich) zeigte … meiner Mutter und Schwester diese Verse, die wie ein Gedicht klingen auch ohne diese eindringliche Weise seiner Melodie. Mutter und besonders meine Schwester … gaben mir die Hand und sagten: ‚Ich glaube, jetzt kann ich Dich schon verstehen.‘ Beide Frauen, die unserer Sache doch nur bedingt nahe stehen und deren große Liebe nun zu mir gefunden hatte, sie verstanden mich. … Mein Gast Jan Z. sagte, wie sehr sie sich in Holland, wo es weniger Verstehen als hier gibt, so ein Bundes- und Trutzlied schon öfter ersehnt hätten.
Les enseñé […] a mi madre y mi hermana estos versos, que también suenan como un poema sin la música. Mi madre y mi hermana […] me dieron la mano y me dijeron: «Creo que ahora puedo comprenderte». Ambas mujeres, que sólo se encuentran relativamente cercanas a nuestro asunto y cuyo gran amor había ahora llegado hasta mí, me entendieron. […] Mi huésped Jan Z. me comentó cuánto había echado de menos en Holanda, donde existe menos comprensión que aquí, un himno similar.

El periódico Staatsbürgerliche Zeitung comentó la canción en la edición del 27 de febrero de 1921, «como siempre, cada vez más desvergonzadas las apariciones públicas de los desviados sexuales y cuán grande el peligro de contagio, sobre todo para nuestra juventud.»